# 어머니

한자의 어머니 모

어머니는 자식의 여성 부모이며 엄마라고도 한다. 한국어에서 어머님은 시어머니, 장모, 또는 다른 사람의 어머니를 높여부르기 위해 쓰이는 말로 자신의 살아계신 어머니를 가리키는 경우에는 쓰지 않는다. 다른 사람의 어머니를 높여 부르는 말에는 자당(慈堂)과 같은 말이 있고, 자신의 어머니를 높여 부를 때에는 자친(慈親)이라고 한다.
어머니는 자신이 아닌 다른 사람의 입장에서 그의 여성 부모를 가리키는 말로도 쓰인다. 일반적으로 어머니를 높여 부를 땐 모친(母親)이라고 한다. 며느리를 손자의 입장에서 부를 때나 어머니가 자식에게 스스로를 낮추어 부를 때 어미라고 하고, 간혹 어멈이라고 부르기도 한다.
어머니는 생물학적인 관계뿐만 아니라 사회적 관계를 가리키기도 한다. 자식을 직접 낳은 유전학적인 어머니는 생모, 친모, 친어머니라고 하고, 아버지가 사별이나 이혼과 같은 이유로 새로 결혼하여 맞이한 어머니는 의붓어머니, 계모, 새어머니와 같이 불린다. 입양된 가정의 어머니는 양모, 양어머니, 입양하지 않았더라도 후견을 하여준 경우는 위탁모라고 한다. 가족 관계에 있지 않은 경우에도 자신의 어머니와 비슷한 나이의 여성을 어머니라 부르기도 한다.
과학기술의 발달로 다른 남녀의 수정체를 이식하여 출산하는 경우가 생겼다. 이 경우 대리모라는 명칭이 쓰인다. 대리모의 법률적 인정 여부는 국가마다 다르며 여전히 뜨거운 논쟁거리이다.
어머니와 비슷한 말로는 엄마, 어미, 어멈 등이 있다

## 어원
신라시대의 학자 최치원이 지은 하동 쌍계사 진감선사탑비의 비문에 阿㜷(아미)가 어머니를 가리키는 신라어라고 기록되어 있어 신라 시대에 이미 어미라는 말이 쓰였다는 것을 알 수 있다.

## 역할과 관계
인간을 포함한 포유류는 임신과 출산을 통해 자식을 낳고 길러 세대 재생산을 한다. 인간의 아이는 미숙한 채로 태어나기 때문에 오랜 시간 동안 부모의 양육을 필요로 한다. 인류학에서는 부모의 양육 역할에 다양한 방식이 있다는 것을 보고하고 있다. 출산은 분명 여성만이 할 수 있는 역할이지만, 양육의 분담 형태는 매우 다양하다. 일부 인류 집단에서는 양육이 여의치 않은 경우 어머니가 자식을 죽이는 일을 자연스럽게 받아들이기도 한다.
출산과 양육, 그리고 가족 관계에서 어머니의 역할은 생물학적 역할과 사회적 역할로 구분할 수 있다. 19세기까지도 많은 문화에서 여성의 생물학적 차이를 이유로 양육의 책임을 어머니에게 전가하는 일이 당연시되었다. 이마누엘 칸트는 여성과 남성의 생물학적 차이로 인해 가족 관계 내에서도 역할이 다르며 그 역할은 서로 상보적이지만 남성성이야 말로 만물의 척도이기 때문에 여성에게 동등한 권리를 줄 수 없다는 차별적인 주장을 펼쳤다. 칸트의 이러한 주장은 18세기와 19세기의 남성 철학자들 다수에게서 볼 수 있는 일반적인 견해였다. 이들은 상보적 성 역할 이론으로 모성을 미화하고 숭배하였다. 철학의 모성 숭배는 18세기 후반에서 19세기에 이르는 사이 정점을 찍었다. 초기 여성주의 저술가들은 자신들의 주장을 모성의 관점에서 옹호하는 일도 있었으나, 이후 여성주의 철학은 신화적인 모성 숭배가 만들어낸 여성성인 "이상적인 모성" 이 오히려 여성에 대한 억압의 근거로 작용하였다고 지적한다.
여성주의는 가부장을 정점으로 하는 공동체로 가족을 설명하는 기능주의적 묘사가 불평등을 감추기 위한 이데올로기라고 비판한다. 여성주의자들은 가부장제가 미화하는 이상적 모성은 강요된 것으로 현실에서는 사회 제도가 임신과 출산, 양육, 집안일 등을 전적으로 여성에게 떠미는 수단이 될 뿐이라고 본다. 현실에서 여성은 출산에 대해 일방적인 압박을 느끼며, 가족 관계 내에서 어머니의 성 역할은 오늘날에도 여전히 사회적 갈등 요소이다. 그러나 제2세대 여성주의의 출현 이후 여성주의 일각에서는 모성 자체를 거부하는 것 역시 반여성적이라는 비판도 있다. 이들은 모성을 "인간적 모성"과 "가부장적 모성"으로 나누고 가부장제에 의해 이데올로기화된 모성이 아닌 생명, 소통, 평화 등을 기반으로 한 인간적 모성의 실현을 강조한다.
한편, 가족의 역할에 대한 인식은 계속하여 변화하고 있는데, 역사 속에서 할머니와 아버지, 할아버지 등의 역할이 새롭게 조명되기도 하고, 최근에는 아버지의 양육 의무가 강조되기도 한다.

## 모성애
모성애(母性愛)는 자식에 대한 어머니의 본능적인 사랑을 가리킬 때 사용하는 말로 일반적으로 여성과 남성이 자녀의 출산 및 성장에 있어서 갖게 되는 사랑 중 여성의 경우에 해당한다. 한편 이러한 모성애가 박탈되는 환경 즉 모성애박탈(母性愛剝奪)은 어린아이의 성장기 발달 초기에 어머니 또는 이러한 영향력을 제공할 수 있는 양육자로부터 애정 어린 보살핌을 받지 못하는 상태. 또는 그러한 상태를 체험하는 경험으로서 아이의 장차 여성상 형성에 매우 중요한 계기가 되어주는 경험의 결핍으로 애착 형성 곤란, 성장 및 지적 발달 지연, 상황의 긍정적 해결에 있어서 좀 더 불안정한 인식을 야기할 수 있다.

## 보건과 안전
세계보건기구는 임산부 사망률의 집계 기준을 "여성이 임신 중에 있거나 출산, 중절, 또는 여타의 이유를 막론하고 임신이 종료 된 뒤 42일 이내에 사망한 경우"로 하고 있다. 세계보건기구에서 집계되는 임산부 사망 건수 가운데 58%는 사하라 이남 아프리카에서, 29%는 남아시아에서 일어난다. 세이브 더 칠드런의 2006년 조사에서는 출산 위험률이 가장 높은 곳으로 사하라 이남 아프리카를, 가장 안전한 곳으로 스칸디나비아를 꼽았다.

## 폭력
어머니와 자식 사이에는 폭력이 발생하기도 한다. 기원전 101년에 사망한 클레오파트라 3세는 자식 간의 왕위 문제에 개입하였다가 결국 아들에게 살해되었다. 2012년 미국의 살인 사건 집계 가운데 자식이 어머니를 살해한 경우는 130건, 어머니가 자식을 살해한 경우는 383건이었다. 한국에서는 서래마을의 외국인 가정에서 일어난 영아살해 사건이 사회적 관심을 받기도 하였다.

## 예술

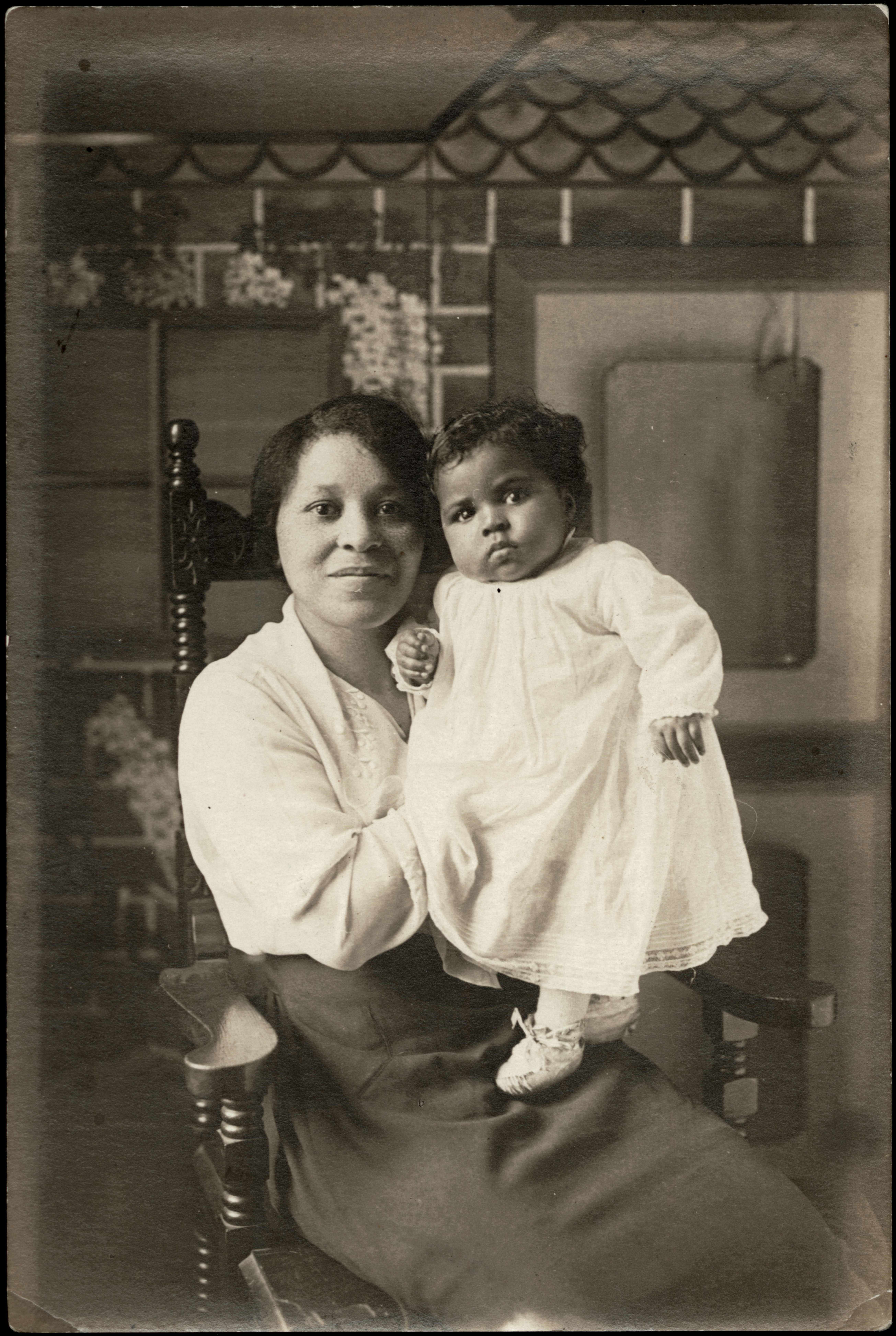
아기를 안고 있는 여성의 초상화 (1900년에서 1920년 사이)

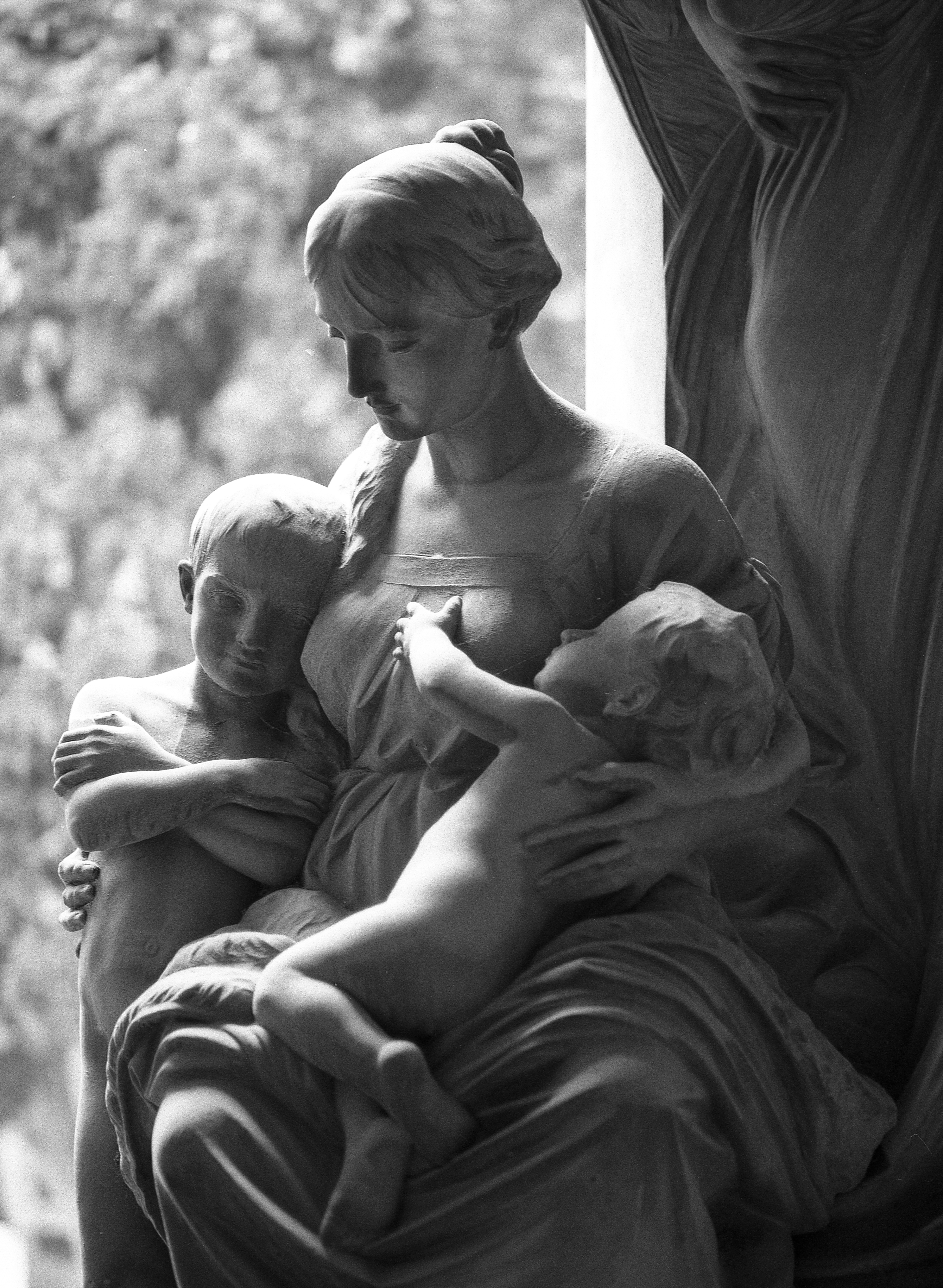
스태글리에노 기념비에 있는 아이들을 동반한 어머니의 동상

어머니는 오랫 동안 예술 작품의 주요 소재가 되어 왔다.
기독교의 영향이 깊은 문화에서는 성모에 대한 숭배 전통이 있어 왔고, 이들은 어머니 마리아와 아들 예수를 표현한 다수의 예술품을 남겼다.
메리 카사트는 어머니와 자녀가 함께 있는 모습을 자주 그렸다.
막심 고리키의 《어머니》은 사회주의적 사실주의의 관점에서 모성을 그린 소설이다.
케테 콜비츠는 전쟁이야말로 자식잃은 어미의 가장 큰 적이라고 보았고 모성을 평화의 근간으로 파악하는 작품을 많이 남겼다.
베르톨트 브레히트는 《억척어멈과 그 자식들》을 통해서 전쟁의 덧없음을 그렸다.
나혜석은 《모 된 감상기》에서 자신이 자식을 낳고 기른 경험을 통해 신화로 만들어진 "본능적인 모성"을 부정하였다.

## 같이 보기
- 친어머니 (P25)
(사용 현황)

- 가족
- 부모
- 아버지
- 부계불확실성
- 모자보건법
- 양부모
- 아내

### 내용주
1. ↑  어멈은 원래 어미를 대접하여 부르는 말이었지만(국립국어원 표준국어대사전), 낮은 계급의 나이든 여성을 가리키는 경우로도 쓰였기 때문에 현대 언어로서는 잘 쓰이지 않는다.

### 참조주
1. 1 2 3  어머니_01, 국립국어원 표준국어대사전
2. ↑  결혼한 여성의 남편의 어머니
3. ↑  결혼한 남성의 부인의 어머니
4. ↑  어머님, 국립국어원 표준국어대사전
5. 1 2  부모에 대한 호칭어·지칭어, 국립국어원 언어예절
6. ↑  자친, 국립국어원 표준국어대사전
7. ↑  모친, 국립국어원 표준국어대사전
8. ↑  어미_01, 국립국어원 표준국어대사전
9. ↑  국립국어원 표준국어대사전 참조
10. ↑  대리모 허용, 불허하는 국가들, 한국일보, 2015년 12월 23일
11. ↑  역주 한국고대금석문 제3책 통일신라 비문(1) 쌍계사 진감선사탑비, 해석문, 한국사데이터베이스
12. ↑  Pregnancy: Condition Information, NIH
13. 1 2 3  한나 홈스, 박종성 역, 《인간생태보고서: 먹고, 싸우고, 사랑하는 일에 관한 동물학적 관찰기》, 웅진지식하우스, 2010년, ISBN 978-89-01-10807-0, 281-332쪽
14. ↑  론다 쉬빈저, 조성숙 역, 《두뇌는 평등하다》, 서해문집, 2007년, ISBN 978-89-7483-327-5, 310쪽
15. 1 2  거다 러너, 《역사 속의 페미니스트 - 중세에서 1870년까지》, 평민사, 2007년, ISBN 978-89-7115-485-4, 389쪽
16. ↑  임정빈, 정혜정, 《성역할과 여성 - 여성학 강의》, 학지사, 1997년, ISBN 89-7548-116-6, 243-246쪽
17. ↑  한국여성연구소, 《새 여성학강의》, 동녘, 1999년, ISBN 89-7297-405-6, 187-191쪽
18. ↑  한국여성연구소, 《새 여성학강의》, 동녘, 1999년, ISBN 89-7297-405-6, 197-202쪽
19. ↑  “애 지울 용기없다” 30대 여성 숨진 채 발견, 경향신문, 2017년 1월 24일
20. ↑  “아들 性교육, 남자인 내가…” 일방적 생각이 양육갈등 불러, 한국일보, 2016년 10월 17일
21. ↑  조형, 《여성주의 가치와 모성 리더쉽》, 이화여자대학교출판부, 2005년, ISBN 89-7300-648-7, 92쪽
22. ↑  곽삼근, 《여성주의 교육학 - 학습리더쉽의 출현과 의미》, 이화여자대학교출판부, 2008년, ISBN 978-89-7300-807-0, 57-58쪽
23. ↑  저출산 극복, 일·가정 양립이 해법, 세계일보, 2016년 12월 22일
24. ↑  우리말샘 - 모성애 및 모성애박탈
25. ↑  모성애척도의 구성-부산대학교 대학원 : 심리학과 1991,RISS
26. ↑  "WHO - Maternal mortality ratio (per 100 000 live births)". who.int.
27. ↑  "Over 99 percent of maternal deaths occur in developing countries" 보관됨 2013-10-02 - 웨이백 머신. worldbank.org.
28. ↑  State of the World's Mothers Report 2006, Save the Children
29. ↑  Ptolemy X Alexander
30. ↑  "Crime in the United States: Murder Circumstances by Relationship, 2012". U.S. Federal Bureau of Investigation. Retrieved 3 July 2015.
31. ↑  한국의 과학수사 ② 99.99%의 확실성 DNA의 증거능력, 연합뉴스, 2016년 6월 4일
32. ↑  마가렛 스타버드, 임경아 역, 《성배와 잃어버린 장미 - 다빈치 코드의 비밀》, 루비박스, 2004년, ISBN 89-9112-417-8, 159-160쪽
33. ↑  막심 고리키, 이강은 역, 《어머니》, 푸른숲주니어, 2008년, ISBN 978-89-7184-782-4
34. ↑  김병옥, 《도이치문학 용어사전》, 서울대학교출판부, 2001년, ISBN 978-89-5210-249-2, 450쪽
35. ↑  자식 잃은 어머니의 안타까운 절규 ‘전쟁은 이제 그만’, 동아일보, 2006년 4월 4일
36. ↑  페터 브라운, 홍이정 역, 《색다른 문학사》, 좋은책만들기, 2008년, ISBN 978-89-9253-813-8, 222-223쪽
37. ↑  이상경, 《한국근대여성문학사론》, 소명, 2002년, ISBN 978-89-5626-005-1, 190쪽